# 手

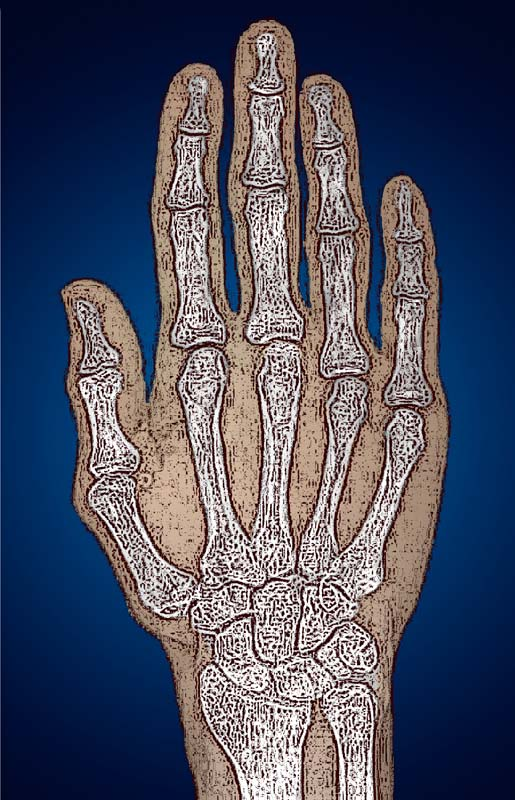
"Hand" (Heikenwaelder Hugo)

手腕和手解剖图

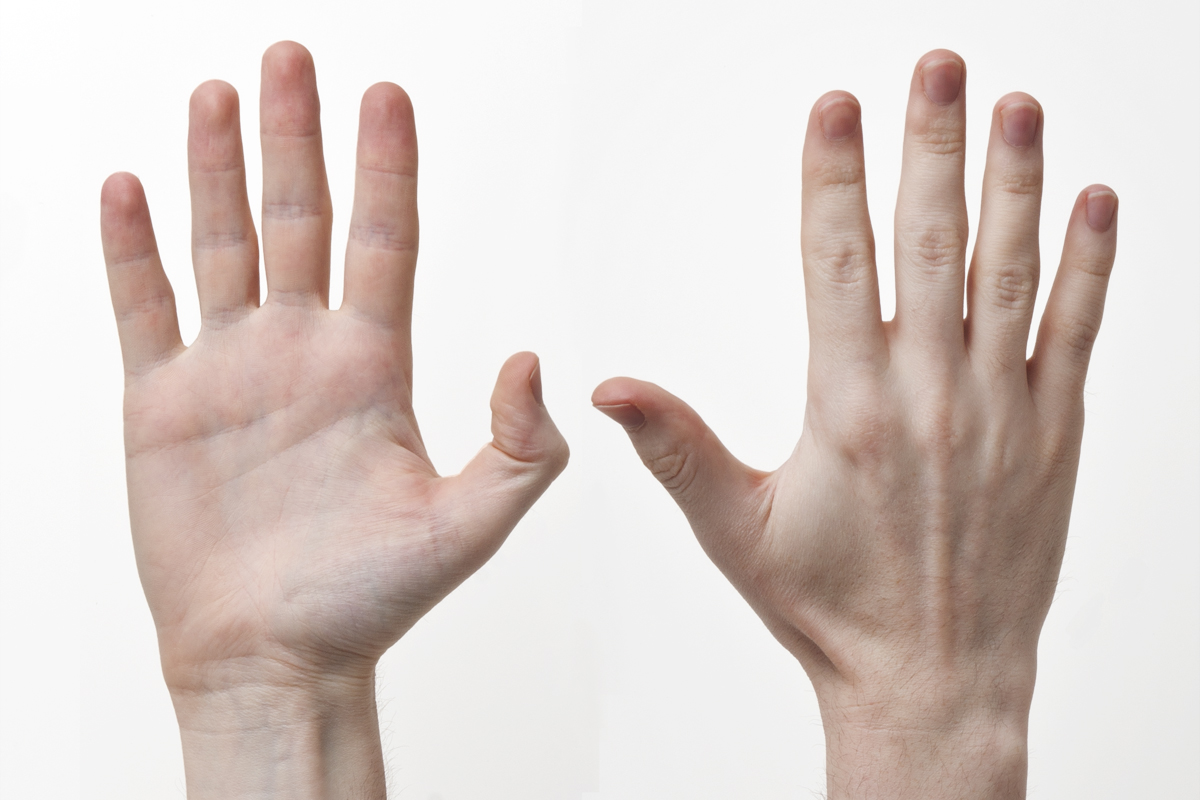
人右手的正反面

手是人和其它灵长类动物上肢功能高度特化的末端部分，主要用来抓握和精细操控物体。左右两只手相互对称，互为镜像。完全弯曲闭合的手称作拳。
所有灵长目动物都由手腕（由八块腕骨和覆盖腕管的横腕韧带组成）、手掌（由五根掌骨和各种手内在肌组成）和五隻手指（包括14根指骨和附着其上的手外在肌肌腱）组成，其中人科动物的拇指（桡侧第一指）更是可以翻转与其它手指对碰。

## 手的發展
人類產前發育的過程中，在第七周胚胎時會分化腿芽形成和手臂上開始形成平槳狀手。

## 手的特征
除了天生有殘缺或有增生，一般人有左手和右手各一，每隻手有五隻手指，包括有三節的食指、中指、无名指、小指（又名尾指），以及只有兩節的拇指，但亦有可能出生時已長有第六指。五指之尖有指甲，而且各有長短，並長於在手掌之端。手掌的中心稱為掌心，而掌心中有掌紋。掌紋會隨着時間而加深，所以老年人總會比初生嬰兒有更深掌紋。手掌心與手指頭的一方有指紋，是手背沒有的。
五指能各自向內彎曲，並能左右輕微擺動。人類透過彎曲手指做出不同的手勢，包括五指緊握的拳頭、食指與中指舉起的V字手势及舉中指的不雅手勢等等。當有些手指豎起時，左右兩旁的手指可能會較難獨自彎下，如當其他手指彎曲時，無名指不能完全豎直，或當其他手指豎直時，小指不一定能完全彎曲，但這些情況都可透過不斷練習，放鬆手指肌肉及訓練手指神經來做到。普通人的手指通常只能筆直豎起，但有些人的手指天生能向外彎得更多，並能借助另一隻手或其他物件來完全接觸手背，並且不會脫臼。
手和其他身體部分一樣，在最外層的皮膚之下有提供養份的血管、和大腦溝通的神經以及透過收縮及放鬆來做出動作的肌肉，肌肉之下是骨頭，兩者由肌腱互相連接。骨頭與骨頭連接的部分形成手指之間及手腕等各個關節。由於手的大小較細而且關節多，手的骨頭一般比身體其他部分的較小（腳趾骨除外）。手執行腦的指令來做出動作，並能透過皮膚感受周遭環境溫度和外物的質感，再通過神經迴路向腦匯報。成年人的手背，包括手掌背方及手指背的皮肤上，可能會長有毛髮。

## 功用
俗語說雙手萬能，意思是指人類的手有許多功能。
以下列舉手的幾項功能：
- 拿取、推拉、抬舉、扭轉、彈射、敲打、擠壓物品。
- 寫字、猜拳、鼓掌、彈奏樂器、操作機械。
- 顯示手相、結手印、祈禱。
- 穿戴手套、手銬等物品。
- 使用手語、握手或揮手來與人溝通。以觸摸形式來閱讀盲文。
- 握拳頭、使用武術、保護身體其他部位。做為倒立時的支撐點。

## 手的解剖

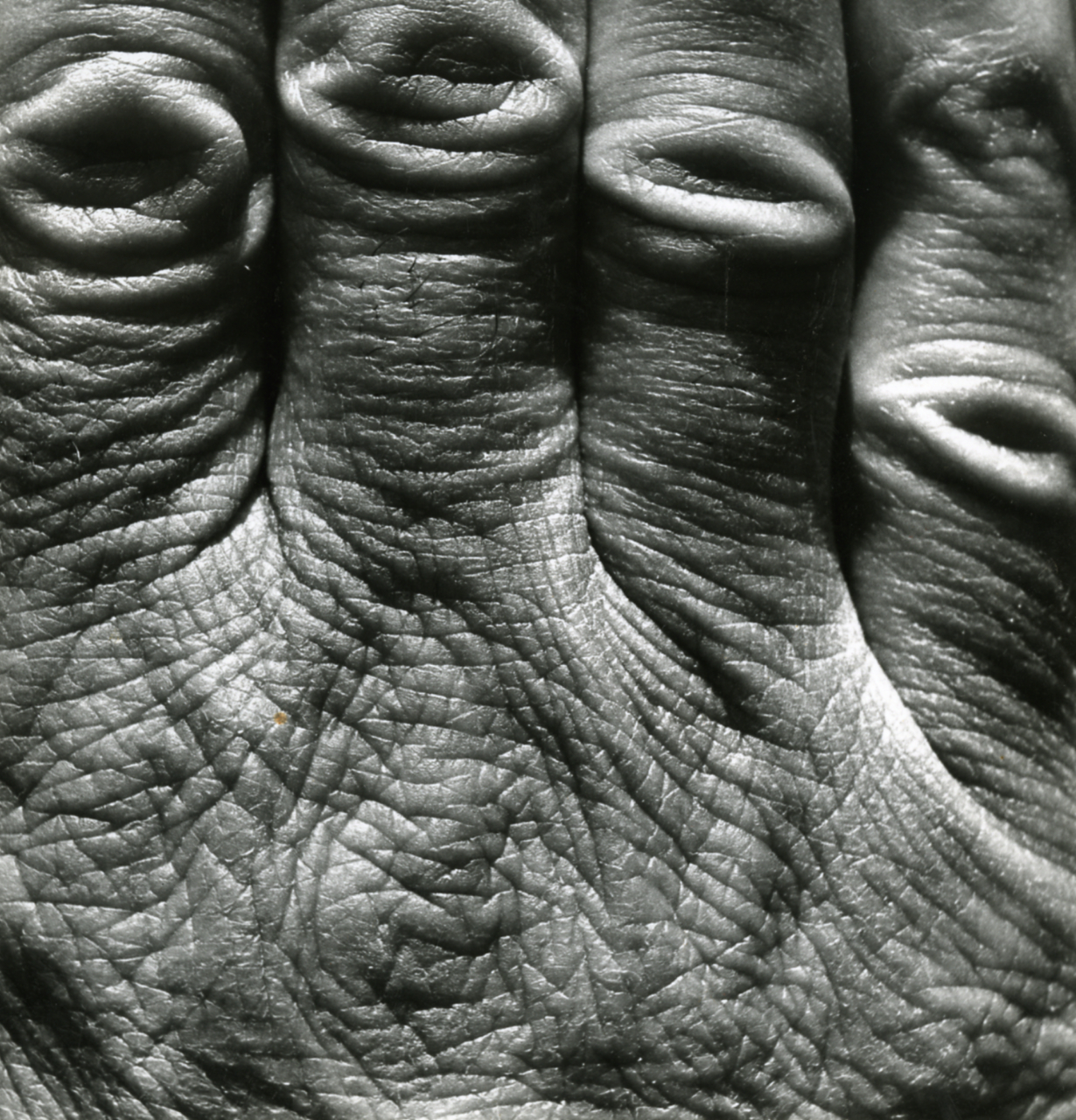
手, Paolo Monti

手的关节主要可分为：腕关节（radiocarpal joint）、腕掌关节（carpometacarpal joint，CMC）、掌指关节（metacarpophalangeal joint, MCP）、指间关节（interphalangeal joint, IP），其中指间关节又可分为近端指间关节（proximal interphalangeal joint，PIP）和远端指间关节（distal interphalangeal joint，DIP）。
拇指的关节：掌指关节：可以完成屈，伸，内收，外展和旋转。指间关节：屈和伸。

右上肢的皮神经支配

手部神经：整个手和前臂主要靠三条神经支配：尺神经，桡神经和正中神经。其中尺神经主要支配小指，无名指靠近小指的一侧和手掌的尺侧。桡神经主要负责大鱼际，部分无名指背，手背除去尺神经负责的尺侧以外部分以及拇指，食指，中指从掌指关节到近侧指间关节部分，正中神经则负责支配手部的其余部分：大部分手掌，拇指，食指，中指指间以上部分的背侧和三个手指的全部掌心侧以及部分无名指。
不同神经损伤可造成不同的手部功能丧失表现：
尺神经损伤：爪形手畸形（Claw hand）
桡神经损伤：垂腕畸形（Wrist drop）
正中神经损伤：猿手畸形（Ape hand）
手部肌肉：手部的肌肉主要有伸指伸腕肌群和屈指屈腕肌群。

## 部位

### 手掌
「手掌」是指介於手腕和手指之間的一整個表面面積，其上佈滿掌紋，包括三大主線和諸多的小細紋。

### 手心
手心，又稱為掌心、手掌心，意思是「手掌的中心部位」，指手掌的中心部位，當人在做握拳姿勢的時候，位於中指和無名指兩指指尖之間的地方，即大略是手心部位，掌紋當中的智慧線(人紋)，通常來說即是通過手心，再簡單的說，「手掌」是介於手腕和手指之間的一整個的大面積，「手心」則是位於手掌中心部位的一個局部的小面積，甚至還可以說是一個「點」。

## 左手與右手
多數人都有一雙手，也就是左手和右手。
大多數人的都擅長使用右手，被稱為右利手，少部分的人擅長使用左手，更少數的人能擅長使用雙手。因此一部分的物品，如剪刀、撲克牌等都是設計給擅長使用右手的人來使用。
世界上的大多數地方都將右手視為乾淨的、神聖的手，而左手視為不淨的手。在早期華人社會中如果有小孩是使用左手握筷子或寫字，經常會被「矯正」，強迫改變其慣用手。

## 手的功能康复
在医院或康复中心或其自行開業的治療所，手的精細動作功能訓練主要交给職能治疗师（Occupational therapist）负责，職能治疗(OT)的主要目的是消除水肿，增加关节活动度，减轻疼痛，重塑感觉：浅感觉，深感觉，避免废用或者避免在一些重复性工作中造成的疲劳性损伤，其最终目标依然是使手功能恢复正常，进行日常生活活动。在一些情况下，物理治疗师(PT)也可进行目的相同的康复活动。

## 延伸阅读
[在维基数据编辑]
 《欽定古今圖書集成·明倫彙編·人事典·手部》，出自陈梦雷《古今圖書集成》